# قائمة الفائزين بميداليات في الألعاب الأولمبية الصيفية 2020
أقيمت فعاليات  الألعاب الأولمبية الصيفية 2020 في طوكيو، اليابان في الفترة من 23 تموز\يوليو حتى 8 آب\أغسطس بعد تأجيلها لعامٍ كامل بسبب جائحة فيروس كورونا.

## النبالة
| المنافسة   | الذهبية                                                       | الفضية | البرونزية                                                     |
| ---------- | ------------------------------------------------------------- | --- | ------------------------------------------------------------- |
| فردي رجال  | ميتي غازوز · تركيا                                            | Mauro Nespoli · إيطاليا | Takaharu Furukawa · اليابان                                   |
| فرق رجال   | كوريا الجنوبية (KOR) · كيم وو جين · Oh Jin-hyek · Kim Je-deok | تايبيه الصينية (TPE) · Deng Yu-cheng · Tang Chih-chun · Wei Chun-heng | اليابان (JPN) · Takaharu Furukawa · Yuki Kawata · Hiroki Muto |
| فردي سيدات | An San · كوريا الجنوبية                                       | Elena Osipova [[ملف:خطأ لوا في وحدة:Country_alias على السطر 165: Invalid country alias: OCR.\|23x15px\|حدود\|alt=\|link=]] [[خطأ لوا في وحدة:Country_alias على السطر 165: Invalid country alias: OCR. في الألعاب الأولمبية الصيفية 2020\|خطأ لوا في وحدة:Country_alias على السطر 165: Invalid country alias: OCR.]] | Lucilla Boari · إيطاليا                                       |
| فرق سيدات  | كوريا الجنوبية (KOR) · آن سان · جانغ مين-هي · كانغ تشاي-يونغ  | [[ملف:خطأ لوا في وحدة:Country_alias على السطر 165: Invalid country alias: OCR.\|22x20px\|حدود\|alt=\|link=\|خطأ لوا في وحدة:Country_alias على السطر 165: Invalid country alias: OCR.]] [[خطأ لوا في وحدة:Country_alias على السطر 165: Invalid country alias: OCR. في الألعاب الأولمبية الصيفية 2020\|خطأ لوا في وحدة:Country_alias على السطر 165: Invalid country alias: OCR.]] (OCR) سفيتلانا غومبوييفا إلينا أوسيبوفا كسينيا بيروفا | ألمانيا (GER) · ميشيل كروبين · تشارلين تشوان · ليزا أونروه    |
| مختلط      | كوريا الجنوبية (KOR) · كيم جي-ديوك · آن سان                   | هولندا (NED) · ستيف فيلر · غابريلا شلويسير | المكسيك (MEX) · لويس ألفاريز (نبال) · أليخاندرا فالينسيا      |

## ألعاب القوى

### رجال
| Event             | الذهبية | الفضية                                                                                              | البرونزية                                                                     |
| ----------------- | --- | --------------------------------------------------------------------------------------------------- | ----------------------------------------------------------------------------- |
| 100 متر           | مارسيل جاكوبس · إيطاليا | فريد كيرلي · الولايات المتحدة                                                                       | أندريه دي غراسي · كندا                                                        |
| 200 متر           | أندريه دي غراسي · كندا | كيني بدناريك · الولايات المتحدة                                                                     | نوا لايلز · الولايات المتحدة                                                  |
| 400 متر           | ستيفن جاردينر · جزر البهاما | أنتوني زامبرانو · كولومبيا                                                                          | كيراني جيمس · غرينادا                                                         |
| 800 متر           | إيمانويل كورير · كينيا | فيرغسون روتيتش · كينيا                                                                              | Patryk Dobek · بولندا                                                         |
| 1500 متر          | جاكوب إنجبريجتسين · النرويج | تيموثي شيريوت · كينيا                                                                               | جوش كير · بريطانيا العظمى                                                     |
| 5000 متر          | جوشوا شيبتيجي · أوغندا | محمد أحمد · كندا                                                                                    | Paul Chelimo · الولايات المتحدة                                               |
| 10,000 متر        | سلمون باريجا · إثيوبيا | جوشوا شيبتيجي · أوغندا                                                                              | جاكوب كيبليمو · أوغندا                                                        |
| 110 متر موانع     | هانسل بارشمينت · جامايكا | غرانت هولواي · الولايات المتحدة                                                                     | رونالد لافي · جامايكا                                                         |
| 400 متر موانع     | كارستن وارهولم · النرويج | راي بنجامين · الولايات المتحدة                                                                      | أليسون دوس سانتوس · البرازيل                                                  |
| 3000 متر موانع    | سفيان البقالي · المغرب | لاميتشا جيرما · إثيوبيا                                                                             | بنجامين كيغن ‏ · كينيا                                                         |
| 4 × 100 متر تتابع | إيطاليا (ITA) · لورينزو باتا · مارسيل جاكوبس · Fausto Desalu · فيليبو تورتو                                                             | بريطانيا العظمى (GBR) · Chijindu Ujah · زارنيل هيوز · ريتشارد كيلتي · نيثانيل ميتشل بليك            | كندا (CAN) · هارون براون · جيروم بليك · بريندون رودني · أندريه دي غراسي       |
| 4 × 400 متر تتابع | الولايات المتحدة (USA) · Michael Cherry · ميخائيل نورمان · Bryce Deadmon · راي بنجامين · Trevor Stewart · Randolph Ross · فيرنون نوروود | هولندا (NED) · ليمارفين بونيفاسيا · Terrence Agard · Tony van Diepen · رامسي أنجيلا · Jochem Dobber | بوتسوانا (BOT) · Isaac Makwala · Baboloki Thebe · Zibane Ngozi · Bayapo Ndori |
| ماراثون           | إليود كيبشوج · كينيا | عبدي ناجيي · هولندا                                                                                 | بشير عبدي · بلجيكا                                                            |
| 20 كيلومتر مشي    | Massimo Stano · إيطاليا | كوكي إيكيدا · اليابان                                                                               | توشيكازو يامانيشي ‏ · اليابان                                                  |
| 50 كيلومتر مشي    | دافيد تومالا · بولندا | Jonathan Hilbert · ألمانيا                                                                          | إيفان دانفي · كندا                                                            |
| القفز العالي      | جانماركو تامبيري · إيطاليا | Not awarded as there was a tie for gold.                                                            | مكسيم نيداسيكاو · بيلاروس                                                     |
| القفز العالي      | معتز برشم · قطر | Not awarded as there was a tie for gold.                                                            | مكسيم نيداسيكاو · بيلاروس                                                     |
| القفز بالزانة     | أرماند دوبلانتيس · السويد | كريس نيلسن · الولايات المتحدة                                                                       | تياغو براس دا سيلفا · البرازيل                                                |
| القفز الطويل      | ميلتياديس تينتوغلو · اليونان | خوان ميغيل إيشفاريا · كوبا                                                                          | مايكل ماسو · كوبا                                                             |
| القفز الثلاثي     | بيدرو بيتشاردو · البرتغال | Zhu Yaming · الصين                                                                                  | أوغ فابريس زانغو · بوركينا فاسو                                               |
| رمي الجلة         | ريان كروسر · الولايات المتحدة | جو كوفاكس · الولايات المتحدة                                                                        | توم والش · نيوزيلندا                                                          |
| رمي القرص         | دانيال ستال · السويد | سيمون بيترسون · السويد                                                                              | Lukas Weißhaidinger · النمسا                                                  |
| رمي المطرقة       | فويتشيخ نوفيتسكي · بولندا | أيفيند هينركسن · النرويج                                                                            | بافل فايديك · بولندا                                                          |
| رمي الرمح         | نيراج شوبرا · الهند | جاكوب فادليجش · جمهورية التشيك                                                                      | Vítězslav Veselý · جمهورية التشيك                                             |
| العشاري           | داميان وارنر · كندا | كيفين ماير · فرنسا                                                                                  | أشلي مولوني · أستراليا                                                        |

### سيدات
| Event             | الذهبية | الفضية | البرونزية |
| ----------------- | --- | --- | --- |
| 100 متر           | إلين ثومبسون · جامايكا | شيلي آن فريزر · جامايكا | شيريكا جاكسون · جامايكا                                                                                                   |
| 200 متر           | إلين ثومبسون · جامايكا | كريستين مبوما · ناميبيا | غابرييل توماس · الولايات المتحدة                                                                                          |
| 400 متر           | شوني ميلر · جزر البهاما | ماريليدي باولينو · جمهورية الدومينيكان | أليسون فيليكس · الولايات المتحدة                                                                                          |
| 800 متر           | أثينغ مو · الولايات المتحدة | كيلي هودجكينسون · بريطانيا العظمى | Raevyn Rogers · الولايات المتحدة                                                                                          |
| 1500 متر          | فيث كيبيجون · كينيا | لورا موير · بريطانيا العظمى | سيفان حسن · هولندا |
| 5000 متر          | سيفان حسن · هولندا | هيلين أوبيري · كينيا | جوداف تسيجاي · إثيوبيا |
| 10,000 متر        | سيفان حسن · هولندا | كالكيدان جيزاهيجن · البحرين | ليتيسنبيت غيدي · إثيوبيا                                                                                                  |
| 100 متر موانع     | جاسمين كاماتشو كوين · بورتوريكو | كيندرا هاريسون · الولايات المتحدة | Megan Tapper · جامايكا |
| 400 متر موانع     | سيدني ماكلولين · الولايات المتحدة | دليلة محمد · الولايات المتحدة | فيمك بول · هولندا |
| 3000 متر موانع    | بيروث شيموتاي · أوغندا | كورتني فريريتش · الولايات المتحدة | Hyvin Jepkemoi · كينيا |
| 4 × 100 متر تتابع | جامايكا (JAM) · برينا وليامز · إلين ثومبسون · شيلي آن فريزر · شيريكا جاكسون · ناتاشا موريسون · Remona Burchell | الولايات المتحدة (USA) · Javianne Oliver · Teahna Daniels · جينا برانديني · غابرييل توماس · إنجلش غاردنر · Aleia Hobbs | بريطانيا العظمى (GBR) · أشا فيليب · إيماني لارا لانسيكو · دينا آشر سميث · داريل نيتا                                      |
| 4 × 400 متر تتابع | الولايات المتحدة (USA) · سيدني ماكلولين · أليسون فيليكس · دليلة محمد · أثينغ مو · كيندال إليس · Lynna Irby · Wadeline Jonathas · Kaylin Whitney | بولندا (POL) · ناتاليا كازماريك · إيغا بومغارت-فيتان · ماوغورزاتا هولوب-كوفاليك · يوستينا شفينتيه-إرسيتيك · آنا كيوباسينسكا | جامايكا (JAM) · Roneisha McGregor · جانيف راسل · شيريكا جاكسون · Candice McLeod · Junelle Bromfield · Stacey-Ann Williams |
| ماراثون           | بيريز جيبتشيرجير · كينيا | بريغيد كوسغي · كينيا | مولي سيدل · الولايات المتحدة                                                                                              |
| 20 كيلومتر مشي    | Antonella Palmisano · إيطاليا | ساندرا أريناس · كولومبيا | ليو هونغ · الصين |
| القفز العالي      | ماريا كوتشينا [[ملف:خطأ لوا في وحدة:Country_alias على السطر 165: Invalid country alias: OCR.\|23x15px\|حدود\|alt=\|link=]] [[خطأ لوا في وحدة:Country_alias على السطر 165: Invalid country alias: OCR. في الألعاب الأولمبية الصيفية 2020\|خطأ لوا في وحدة:Country_alias على السطر 165: Invalid country alias: OCR.]] | نيكولا ماكديرموت · أستراليا | ياروسلافا ماهوكيخ · أوكرانيا                                                                                              |
| القفز بالزانة     | كايتي ناغيوت · الولايات المتحدة | انجليكا سيدوروفا [[ملف:خطأ لوا في وحدة:Country_alias على السطر 165: Invalid country alias: OCR.\|23x15px\|حدود\|alt=\|link=]] [[خطأ لوا في وحدة:Country_alias على السطر 165: Invalid country alias: OCR. في الألعاب الأولمبية الصيفية 2020\|خطأ لوا في وحدة:Country_alias على السطر 165: Invalid country alias: OCR.]] | هولي برادشو · بريطانيا العظمى                                                                                             |
| القفز الطويل      | ملايكا ميهامبو · ألمانيا | بريتني ريز · الولايات المتحدة | إيسي بروم · نيجيريا |
| القفز الثلاثي     | يوليمار روخاس · فنزويلا | باتريسيا مامونا · البرتغال | آنا بيليتيرو · إسبانيا |
| رمي الجلة         | غونغ ليجياو · الصين | رافين سوندرز · الولايات المتحدة | فاليري أدامس · نيوزيلندا                                                                                                  |
| رمي القرص         | فاليري ألمان · الولايات المتحدة | كريستين بودينز · ألمانيا | يايم بيريز · كوبا |
| رمي المطرقة       | أنيتا ولدريزتش · بولندا | Wang Zheng · الصين | مالوينا كوبرون · بولندا                                                                                                   |
| رمي الرمح         | ليو شيينغ · الصين | ماريا أندريجسيك · بولندا | كيلسي لي باربر · أستراليا                                                                                                 |
| Heptathlon        | نافيساتو تيام · بلجيكا | أنوك فيتر · هولندا | إيما أوستروخيل · هولندا                                                                                                   |

## الغطس

### الرجال
| المنافسة                               | الذهبية                               | الفضية                       | البرونزية |
| -------------------------------------- | ------------------------------------- | ---------------------------- | --- |
| منصة متحركة ارتفاع 3 أمتار             |                                       |                              | |
| منصة ارتفاع 10 أمتار                   |                                       |                              | |
| منصة وثب متحركة متزامنة ارتفاع 3 أمتار |                                       |                              | |
| منصة وثب متزامنة ارتفاع 10 أمتار       | توم دالي · وماتي لي (بريطانيا العظمى) | كاو يوان · وتشن أيسن (الصين) | [[ملف:خطأ لوا في وحدة:Country_alias على السطر 165: Invalid country alias: OCR.\|22x20px\|حدود\|alt=\|link=]] ألكسندر بوندر وفكتور مينيباييف ([[خطأ لوا في وحدة:Country_alias على السطر 165: Invalid country alias: OCR. في الألعاب الأولمبية الصيفية 2020\|خطأ لوا في وحدة:Country_alias على السطر 165: Invalid country alias: OCR.]]) |

### السيدات
| المنافسة                                | الذهبية                        | الفضية                                      | البرونزية                            |
| --------------------------------------- | ------------------------------ | ------------------------------------------- | ------------------------------------ |
| منصة وثب متحركة ارتفاع 3 أمتار          |                                |                                             |                                      |
| 10 أمتار                                |                                |                                             |                                      |
| منصة وثب متحركة متزامنة ارتفاع 3 أمتار  | شي تينغماو · ووانغ هان (الصين) | جينيفر هابيل · وميليسا ستريني-بيوليو (كندا) | لينا هينتشل · وتينا بونزيل (ألمانيا) |
| منصة وثب متحركة متزامنة ارتفاع 10 أمتار |                                |                                             |                                      |

## المبارزة بالسيف

### الرجال
| Event              | الذهبية                    | الفضية                  | البرونزية                          |
| ------------------ | -------------------------- | ----------------------- | ---------------------------------- |
| سيف الرجال فردي    | رومان كانون · فرنسا        | غيرغيلي سيكلوسي · المجر | إيور ريزلين · أوكرانيا             |
| السيف فرق رجال     |                            |                         |                                    |
| السيف الرفيع فردي  | تشيونغ كا لونغ · هونغ كونغ | دانييل غاروزو · إيطاليا | ألكسندر تشوبينيتش · جمهورية التشيك |
| السيف الرفيع فرق   |                            |                         |                                    |
| السيف المنحني فردي | آرون زيلغيي · المجر        | لويجي ساميلي · إيطاليا  | كيم يونغ-هوان · كوريا الجنوبية     |
| السيف المنحني فرق  |                            |                         |                                    |

### السيدات
| المنافسة           | الذهبية | الفضية | البرونزية |
| ------------------ | --- | --- | --- |
| سيف المبارزة فردي  | صن ييوين · الصين | آنا ماريا برينزا · رومانيا | كاترينا ليهيس · إستونيا |
| سيف المبارزة فرق   | | | |
| السيف الرفيع فردي  | لي كيفر · الولايات المتحدة | إنا ديرغلاسوفا [[ملف:خطأ لوا في وحدة:Country_alias على السطر 165: Invalid country alias: OCR.\|23x15px\|حدود\|alt=\|link=]] [[خطأ لوا في وحدة:Country_alias على السطر 165: Invalid country alias: OCR. في الألعاب الأولمبية الصيفية 2020\|خطأ لوا في وحدة:Country_alias على السطر 165: Invalid country alias: OCR.]] | لاريسا كوروبيويكوفا [[ملف:خطأ لوا في وحدة:Country_alias على السطر 165: Invalid country alias: OCR.\|23x15px\|حدود\|alt=\|link=]] [[خطأ لوا في وحدة:Country_alias على السطر 165: Invalid country alias: OCR. في الألعاب الأولمبية الصيفية 2020\|خطأ لوا في وحدة:Country_alias على السطر 165: Invalid country alias: OCR.]] |
| السيف الرفيع فرق   | | | |
| السيف المنحني فردي | صوفيا بوزدينياكوفا [[ملف:خطأ لوا في وحدة:Country_alias على السطر 165: Invalid country alias: OCR.\|23x15px\|حدود\|alt=\|link=]] [[خطأ لوا في وحدة:Country_alias على السطر 165: Invalid country alias: OCR. في الألعاب الأولمبية الصيفية 2020\|خطأ لوا في وحدة:Country_alias على السطر 165: Invalid country alias: OCR.]] | صوفيا فيليكايا [[ملف:خطأ لوا في وحدة:Country_alias على السطر 165: Invalid country alias: OCR.\|23x15px\|حدود\|alt=\|link=]] [[خطأ لوا في وحدة:Country_alias على السطر 165: Invalid country alias: OCR. في الألعاب الأولمبية الصيفية 2020\|خطأ لوا في وحدة:Country_alias على السطر 165: Invalid country alias: OCR.]] | مانون برونيه · فرنسا |
| السيف المنحني فرق  | | | |

## الجودو

### منافسات الرجال
| الألعاب                    | الذهبية                  | الفضية                        | البرونزية                            |
| -------------------------- | ------------------------ | ----------------------------- | ------------------------------------ |
| Extra-lightweight (60 كغم) | Naohisa Takato · اليابان | يانغ وونغ-وي · تايبيه الصينية | Yeldos Smetov · كازاخستان            |
| Extra-lightweight (60 كغم) | Naohisa Takato · اليابان | يانغ وونغ-وي · تايبيه الصينية | لوكا مخيدزي · فرنسا                  |
| وزن نصف خفيف (66 كغم)      | هيفومي آبي · اليابان     | فاجا مارغفيلاشفيلي · جورجيا   | أن باول (لاعب جودو) · كوريا الجنوبية |
| وزن نصف خفيف (66 كغم)      | هيفومي آبي · اليابان     | فاجا مارغفيلاشفيلي · جورجيا   | Daniel Cargnin · البرازيل            |
| وزن خفيف (73 كغم)          | شوهي أونو · اليابان      | لاشا شافداتواشفيلي · جورجيا   | An Changrim · كوريا الجنوبية         |
| وزن خفيف (73 كغم)          | شوهي أونو · اليابان      | لاشا شافداتواشفيلي · جورجيا   | Tsend-Ochiryn Tsogtbaatar · منغوليا  |
| وزن نصف متوسط (81 كغم)     |                          |                               |                                      |
| وزن متوسط (90 كغم)         |                          |                               |                                      |
| وزن نصف ثقيل (100 كغم)     |                          |                               |                                      |
| وزن ثقيل (+100 كغم)        |                          |                               |                                      |

### منافسات السيدات
| الألعاب                    | الذهبية                  | الفضية                   | البرونزية                      |
| -------------------------- | ------------------------ | ------------------------ | ------------------------------ |
| Extra-lightweight (48 كغم) | ديستريا كراسنغي · كوسوفو | فونا توناكي · اليابان    | داريا بيلوديد · أوكرانيا       |
| Extra-lightweight (48 كغم) | ديستريا كراسنغي · كوسوفو | فونا توناكي · اليابان    | Urantsetseg Munkhbat · منغوليا |
| وزن نصف خفيف (52 كغم)      | أوتا أبي · اليابان       | أماندينا بوتشارد · فرنسا | أوديت غييفريدا · إيطاليا       |
| وزن نصف خفيف (52 كغم)      | أوتا أبي · اليابان       | أماندينا بوتشارد · فرنسا | تشيلسي غيليز · بريطانيا العظمى |
| وزن خفيف (57 كغم)          | نورا غياكوفا · كوسوفو    | سارة ليوني سيسيك · فرنسا | جيسيكا كليمكيت · كندا          |
| وزن خفيف (57 كغم)          | نورا غياكوفا · كوسوفو    | سارة ليوني سيسيك · فرنسا | تسوكاسا يوشيدا · اليابان       |
| وزن نصف متوسط (63 كغم)     |                          |                          |                                |
| وزن متوسط (70 كغم)         |                          |                          |                                |
| وزن نصف ثقيل (78 كغم)      |                          |                          |                                |
| الوزن الثقيل (+78 كغم)     |                          |                          |                                |

## الرماية بالسلاح

### منافسات الرجال
| 10 أمتار مسدس هواء        | جافيد فوروقي · إيران ر.أ            | دامر ميكيتش · صربيا                | بانج وي · الصين                        |  |  |  |
| 25 متر مسدس إطلاق سريع    |                                     |                                    |                                        |  |  |  |
|                           |                                     |                                    |                                        |  |  |  |
| 10 أمتار بندقية هواء      | Will Shaner · الولايات المتحدة ر.أ  | Sheng Lihao · الصين                | Yang Haoran · الصين                    |  |  |  |
| 50 متر بندقية ثلاثة مواقع |                                     |                                    |                                        |  |  |  |
|                           |                                     |                                    |                                        |  |  |  |
| رماية سكيت                | فنسنت هانكوك · الولايات المتحدة ر.أ | يسبر هانسن (لاعب رماية) · الدنمارك | عبد الله الرشيدي (لاعب رماية) · الكويت |  |  |  |
| رماية تراب                |                                     |                                    |                                        |  |  |  |

### منافسات السيدات
| 10 أمتار مسدس هواء        | فيتالينا باتساراشكينا [[ملف:خطأ لوا في وحدة:Country_alias على السطر 165: Invalid country alias: OCR.\|23x15px\|حدود\|alt=\|link=]] [[خطأ لوا في وحدة:Country_alias على السطر 165: Invalid country alias: OCR. في الألعاب الأولمبية الصيفية 2020\|خطأ لوا في وحدة:Country_alias على السطر 165: Invalid country alias: OCR.]] ر.أ | أنطوانيتا كوستادينوفا · بلغاريا | Jiang Ranxin · الصين  |  |  |  |
| 25 متر مسدس               | | |                       |  |  |  |
|                           | | |                       |  |  |  |
| 10 أمتار بندقية هواء      | يانغ كيان · الصين | أنستازيا غالاشينا [[ملف:خطأ لوا في وحدة:Country_alias على السطر 165: Invalid country alias: OCR.\|23x15px\|حدود\|alt=\|link=]] [[خطأ لوا في وحدة:Country_alias على السطر 165: Invalid country alias: OCR. في الألعاب الأولمبية الصيفية 2020\|خطأ لوا في وحدة:Country_alias على السطر 165: Invalid country alias: OCR.]] | نينا كريستين · سويسرا |  |  |  |
| 50 متر بندقية ثلاثة مواقع | | |                       |  |  |  |
|                           | | |                       |  |  |  |
| سكيت                      | آمبر إنغليش · الولايات المتحدة ر.أ | ديانا باكوسي · إيطاليا | وي مينغ · الصين       |  |  |  |
| تراب                      | | |                       |  |  |  |

### منافسات مختلطة
| 10 أمتار مسدس هواء فرق   |  |  |  |  |  |  |
|                          |  |  |  |  |  |  |
| 10 أمتار بندقية هواء فرق |  |  |  |  |  |  |
|                          |  |  |  |  |  |  |
| فرق تراب                 |  |  |  |  |  |  |

## Skateboarding
| Event        | الذهبية                | الفضية                    | البرونزية                       |
| ------------ | ---------------------- | ------------------------- | ------------------------------- |
| رجال park    |                        |                           |                                 |
| سيدات park   |                        |                           |                                 |
| رجال street  | يوتو هورغومي · اليابان | Kelvin Hoefler · البرازيل | Jagger Eaton · الولايات المتحدة |
| سيدات street | موميجي نيشيا · اليابان | رايسا ليال · البرازيل     | Funa Nakayama · اليابان         |

## السباحة

### منافسات الرجال
| الألعاب                            | الذهبية | الذهبية | الفضية | الفضية  | البرونزية | البرونزية |
| ---------------------------------- | --- | ------- | --- | ------- | --- | --------- |
| 50 متر حرة                         | |         | |         | |           |
| 100 متر حرة                        | |         | |         | |           |
| 200 متر حرة                        | |         | |         | |           |
| 400 متر حرة                        | أحمد الحفناوي (رياضي) · تونس                                                                                          | 3:43.36 | جاك ماكلوغلين · أستراليا | 3:43.52 | كيران سميث (سباح) · الولايات المتحدة | 3:43.94   |
| 800 متر حرة                        | |         | |         | |           |
| 1500 متر حرة                       | |         | |         | |           |
|                                    | |         | |         | |           |
| 100 متر ظهر                        | |         | |         | |           |
| 200 متر ظهر                        | |         | |         | |           |
|                                    | |         | |         | |           |
| 100 متر صدر                        | آدم بيتي · بريطانيا العظمى                                                                                            | 57.37   | Arno Kamminga · هولندا | 58.00   | نيكولو مارتينيني · إيطاليا | 58.33     |
| 200 متر صدر                        | |         | |         | |           |
|                                    | |         | |         | |           |
| 100 متر فراشة                      | |         | |         | |           |
| 200 متر فراشة                      | |         | |         | |           |
|                                    | |         | |         | |           |
| 200 متر فردي متنوع                 | |         | |         | |           |
| 400 متر فردي متنوع                 | تشيس كاليس · الولايات المتحدة                                                                                         | 4:09.42 | جاي لثرلاند · الولايات المتحدة | 4:10.28 | برندون سميث · أستراليا | 4:10.38   |
|                                    | |         | |         | |           |
| 4 × 100 متر حرة تتابع              | الولايات المتحدة (USA) · كالب دريسل (47.26) · بليك بيروني (47.58) · بو بيكر (47.44) · زاك أبل (46.69) · بروكس كاري[a] | 3:08.97 | إيطاليا (ITA) · أليساندرو ميريسي (47.72) · توماس سيسون (47.45) · Lorenzo Zazzeri (47.31) · مانويل فريغو (47.63) · سانتو كوندريلي[a] | 3:10.11 | أستراليا (AUS) · ماثيو تمبل (سباح) (48.07) · زاك إنسرتي (47.55) · ألكسندر غراهام (سباح) (48.16) · كايل تشالمرز (46.44) · كاميرون ماكيفوي[a] | 3:10.22   |
| 4 × 200 متر تتابع حرة              | |         | |         | |           |
| 4 × 100 متر تتابع متنوع            | |         | |         | |           |
|                                    | |         | |         | |           |
| 10& كم في المياه المفتوحة          | |         | |         | |           |
| قالب:Olympic swimming record codes | |         | |         | |           |

a  السباحون الذين شاركوا في التصفيات فقط وحصلوا على ميداليات.

### منافسات السيدات
| الألعاب                            | الذهبية | الذهبية     | الفضية | الفضية  | البرونزية | البرونزية  |
| ---------------------------------- | --- | ----------- | --- | ------- | --- | ---------- |
| 50 متر حرة                         | |             | |         | |            |
| 100 متر حرة                        | |             | |         | |            |
| 200 متر حرة                        | |             | |         | |            |
| 400 متر حرة                        | أريارن تيتموس · أستراليا | 3:56.69 OC  | كاتي ليدكي · الولايات المتحدة | 3:57.36 | Li Bingjie · الصين | 4:01.08 AS |
| 800 متر حرة                        | |             | |         | |            |
| 1500 متر حرة                       | |             | |         | |            |
|                                    | |             | |         | |            |
| 100 متر ظهر                        | |             | |         | |            |
| 200 متر ظهر                        | |             | |         | |            |
|                                    | |             | |         | |            |
| 100 متر صدر                        | |             | |         | |            |
| 200 متر صدر                        | |             | |         | |            |
|                                    | |             | |         | |            |
| 100 متر فراشة                      | Maggie MacNeil · كندا | 55.59 AM    | Zhang Yufei · الصين | 55.64   | إيما مكيون · أستراليا | 55.72 OC   |
| 200 متر فراشة                      | |             | |         | |            |
|                                    | |             | |         | |            |
| 200 متر فردي متنوع                 | |             | |         | |            |
| 400 متر فردي متنوع                 | يوي أوهاشي · اليابان | 4:32.08     | Emma Weyant · الولايات المتحدة | 4:32.76 | Hali Flickinger · الولايات المتحدة | 4:34.90    |
|                                    | |             | |         | |            |
| 4 × 100 متر تتابع حرة              | أستراليا (AUS) · برونتي كامبل (53.01) · ميغ هاريس (سباحة) (53.09) · إيما مكيون (51.35) · كيت كامبل (52.24) · مولي أوكاليغان[b] · ماديسون ويلسون[b] | 3:29.69 ر.ع | كندا (CAN) · كايلا سانشيز (53.42) · Maggie Mac Neil (53.47) · ريبيكا سميث (سباحة) (53.63) · بيني أوليكسياك (52.26) · تايلور روك[b] | 3:32.78 | الولايات المتحدة (USA) · إريكا براون (سباحة) (54.02) · آبي ويتزل (52.68) · ناتاليا هندس (53.15) · سيمون مانويل (52.96) · كاتي ديلوف[b] · أليسون شميت[b] · أوليفيا سموليغا[b] | 3:32.81    |
| 4 × 200 متر تتابع حرة              | |             | |         | |            |
| 4 × 100 متر تتابع متنوع            | |             | |         | |            |
|                                    | |             | |         | |            |
| 10 كم في المياه المفتوحة           | |             | |         | |            |
| قالب:Olympic swimming record codes | |             | |         | |            |

b  السباحون الذين شاركوا في التصفيات فقط وحصلوا على ميداليات.

## التايكوندو

### منافسات الرجال
| المنافسة               | الذهبية                     | الفضية                          | البرونزية |
| ---------------------- | --------------------------- | ------------------------------- | --- |
| وزن الذبابة (58 كغم)   | فيتو ديل أكويلا · إيطاليا   | محمد خليل الجندوبي · تونس       | جانغ جون · كوريا الجنوبية |
| وزن الذبابة (58 كغم)   | فيتو ديل أكويلا · إيطاليا   | محمد خليل الجندوبي · تونس       | ميخائيل أرتامونوف (لاعب تايكوندو) [[ملف:خطأ لوا في وحدة:Country_alias على السطر 165: Invalid country alias: OCR.\|23x15px\|حدود\|alt=\|link=]] [[خطأ لوا في وحدة:Country_alias على السطر 165: Invalid country alias: OCR. في الألعاب الأولمبية الصيفية 2020\|خطأ لوا في وحدة:Country_alias على السطر 165: Invalid country alias: OCR.]] |
| وزن الريشة (68 كغم)    | ألوغبيك راشيتوف · أوزبكستان | برادلي سيندين · بريطانيا العظمى | هاكان ريكبر · تركيا |
| وزن الريشة (68 كغم)    | ألوغبيك راشيتوف · أوزبكستان | برادلي سيندين · بريطانيا العظمى | تشاو إس هواي · الصين |
| Welterweight (80 kg)   |                             |                                 | |
|                        |                             |                                 | |
| الوزن الثقيل (+80 كغم) |                             |                                 | |
|                        |                             |                                 | |

### منافسات السيدات
| المنافسة             | الذهبية                             | الفضية | البرونزية                    |
| -------------------- | ----------------------------------- | --- | ---------------------------- |
| وزن الذبابة (49 كغم) | بانيباك وونغباتاناكيت · تايلاند     | أدريانا سيريزو · إسبانيا | تيجانا بوغدانوفيتش · صربيا   |
| وزن الذبابة (49 كغم) | بانيباك وونغباتاناكيت · تايلاند     | أدريانا سيريزو · إسبانيا | أفيشاج سيمبيرغ · إسرائيل     |
| وزن الريشة (57 كغم)  | أنستازيا زولوتيك · الولايات المتحدة | تاتيانا مينينا [[ملف:خطأ لوا في وحدة:Country_alias على السطر 165: Invalid country alias: OCR.\|23x15px\|حدود\|alt=\|link=]] [[خطأ لوا في وحدة:Country_alias على السطر 165: Invalid country alias: OCR. في الألعاب الأولمبية الصيفية 2020\|خطأ لوا في وحدة:Country_alias على السطر 165: Invalid country alias: OCR.]] | لو شيا-لينغ · تايبيه الصينية |
| وزن الريشة (57 كغم)  | أنستازيا زولوتيك · الولايات المتحدة | تاتيانا مينينا [[ملف:خطأ لوا في وحدة:Country_alias على السطر 165: Invalid country alias: OCR.\|23x15px\|حدود\|alt=\|link=]] [[خطأ لوا في وحدة:Country_alias على السطر 165: Invalid country alias: OCR. في الألعاب الأولمبية الصيفية 2020\|خطأ لوا في وحدة:Country_alias على السطر 165: Invalid country alias: OCR.]] | Hatice Kübra İlgün · تركيا   |
| وزن المتوسط (67 كغم) | Matea Jelić · كرواتيا               | Lauren Williams · بريطانيا العظمى | Ruth Gbagbi · ساحل العاج     |
| وزن المتوسط (67 كغم) | Matea Jelić · كرواتيا               | Lauren Williams · بريطانيا العظمى | هداية ملاك · مصر             |
| Heavyweight (+67 kg) |                                     | |                              |
|                      |                                     | |                              |

## الترياتلون
| المنافسة    | الذهبية                       | الفضية                     | البرونزية               |
| ----------- | ----------------------------- | -------------------------- | ----------------------- |
| فردي رجال   | كريستيان بلومينفيلت · النرويج | أليكس يي · بريطانيا العظمى | هايدن وايلد · نيوزيلندا |
| فردي سيدات  |                               |                            |                         |
| تناوب مختلط |                               |                            |                         |

## رفع الأثقال

### الرجال
| المنافسة | الذهبية            | الفضية                          | البرونزية             |
| -------- | ------------------ | ------------------------------- | --------------------- |
| 61 كغم   | Li Fabin · الصين   | Eko Yuli Irawan · إندونيسيا     | Igor Son · كازاخستان  |
| 67 كغم   | Chen Lijun · الصين | Luis Javier Mosquera · كولومبيا | Mirko Zanni · إيطاليا |
| 73 كغم   |                    |                                 |                       |
| 81 كغم   |                    |                                 |                       |
| 96 كغم   |                    |                                 |                       |
| 109 كغم  |                    |                                 |                       |
| 109+ كغم |                    |                                 |                       |

### السيدات
| المنافسة | الذهبية         | الفضية                      | البرونزية                       |
| -------- | --------------- | --------------------------- | ------------------------------- |
| 49 كغم   | هو جيهو · الصين | سيخوم ميراباي تشانو · الهند | ويندي تشانتيكا إيسا · إندونيسيا |
| 55 كغم   |                 |                             |                                 |
| 59 كغم   |                 |                             |                                 |
| 64 كغم   |                 |                             |                                 |
| 76 كغم   |                 |                             |                                 |
| 87 كغم   |                 |                             |                                 |
| 87+ كغم  |                 |                             |                                 |